# Subliminal Crusher
Subliminal Crusher ist eine italienische Thrash- und Melodic-Death-Metal-Band aus Terni, die 2002 gegründet wurde.

## Geschichte
Die Band wurde im Winter 2002 gegründet, als der Bassist Jerico Biagiotti und der Schlagzeuger Rodolfo Alberto „Rod“ „Rodeath“ „Rawdeath“ Ridolfi, Mitglieder der Band S.R.L., die italienische Texte verwendet, an einem Projekt mit englischen Texten arbeiteten. Nachdem der Gitarrist Elvys Damiano und der Sänger TooZ zur Band gekommen waren, begannen sie mit dem Schreiben der ersten Lieder. Daraufhin begaben sie sich ins Studio, um die EP Life Drought aufzunehmen. Hierbei war der langjährige Freund der Band Stefano „Hatewerk“ „HwK“, der im Oktober 2003 zur Band gekommen war, an der zweiten E-Gitarre vertreten, wobei er die EP auch abmischte und masterte. Hierauf ist unter anderem eine Coverversion von Pull the Plug, im Original von Death, enthalten. 2004 steuerte die Band Lieder für die Sampler Wild Compilation, Sky Pro Media Italian Metaland, Underground Metal Alliance Vol. 1, Raw & Wild Compilation - Vol. 13 und A Place in Hell - Chapter 1 bei und auch 2005 war sie mit Follow the Storm auf einem Sampler vertreten. Zudem trat die Band verstärkt live auf. Nach Auftritten unter anderem zusammen mit Sadus, Darkane, Dismember, Entombed, Necrodeath, The Defaced, Sadist, Stormlord und Node, erschien im September 2005 das selbstproduzierte Debütalbum Antithesis bei New LM Records, wobei das Album in Italien über Masterpiece Distribution vertrieben wurde. Das Abmischen und Mastern des Materials hatte erneut Stefano übernommen. Auf dem Album coverte die Gruppe Testament mit dem Song Into the Pit. Nach ein paar Besetzungswechseln stießen im Sommer 2008 Marco „Panduk“ „Panda“ Delle Fate als neuer Gitarrist und Stefano „Steph“ als neuer Sänger hinzu. Bei den Aufnahmen des zweiten Albums übernahm der Gitarrist Stefano wieder das Abmischen, während das Mastern im The Mastering Room AB in Göteborg von Goran Finnberg erledigt wurde. Die Aufnahmen hatten bei HwK Industries in Spoleto stattgefunden, bis auf das Schlagzeug, das in den Lightless Studios des ehemaligen Gitarristen Elvys Damiano aufgenommen wurde. Der Tonträger erschien noch im November desselben Jahres bei Punishment 18 Records unter dem Namen Endvolution. Zur Zeit der Veröffentlichung war die Gruppe auf einer kleinen Tournee durch Italien mit Darkane, dessen Gitarrist Christofer Malmström mit einem Solo im Subliminal-Crusher-Song The Visionaire pt.1 enthalten ist. Im Frühling und Sommer 2009 war die Band weniger aktiv, da sowohl Ridolfi als auch der Sänger Stefano Vater wurden. Ab dem 1. August setzte die Gruppe ihre Live-Aktivität fort, indem sie auf dem Armageddon Metal Fest spielte. Hierbei war Andy als neuer Gitarrist zu hören, welcher Delle Fate ersetzte. 2010 ging es zusammen mit The Haunted und Methedras auf Tour, ehe im Januar 2013 das nächste Album unter dem Namen Newmanity bei Revalve Records erschien. Das vierte Album folgte 2016 und wurde Darketype betitelt.

## Stil
Jost Frommhold von metal.de gab an, dass auf Life Drought Thrash Metal im Stil von Sepultura und Slayer zu hören ist. Im Interview mit ihm fügte Hatewerk einen Einfluss von schwedischem Death Metal im Stil von Darkane, In Flames und At the Gates zu. Die Band spiele auch gelegentlich ein Cover des At-the-Gates-Songs Blinded by Fear. Vor allem Biagiotti sei Fan dieses Genres, sodass auch Einflüsse wie The Haunted hinzukämen. Er selbst sei eher an US-amerikanischem als an europäischem Extreme Metal interessiert, sodass er Fear Factory, Meshuggah, Slayer, Metallica und Atheist zu seinen Einflüssen zählt. Der Titel der EP beziehe sich auf das Manhattan-Projekt und den Abwurf von Little Boy über Hiroshima. Die Texte würden jedoch eher vom Alltagsleben als von Politik handeln. Reini von stormbringer.at schrieb in seiner Rezension zu Endvolution, dass sich die Band wie eine melodischere Version von älteren The Haunted anhört. Er bezeichnete die Musik als eine Mischung aus melodischem Thrash Metal und Death Metal im schwedischen Stil. Der Gesang sei nicht gefühlvoll, sondern eher aggressiv. Yiannis Doukas von metal-temple.com rezensierte das Album ebenfalls und auch ihm fielen die Gemeinsamkeiten zu The Haunted auf, weshalb er Subliminal Crusher als Klon bezeichnete. Weitere Einflüsse seien in Form des At-the-Gates-Albums Slaughter of the Soul sowie Machine Head, Darkane, Slipknot, Pantera und Testament zu Low-Zeiten vertreten. Vor allem der Gesang erinnere an The Haunted und sei eher im Rapcore-Stil.

## Diskografie
- 2003: Life Drought (EP, Eigenveröffentlichung)
- 2005: Antithesis (Album, New LM Records)
- 2008: Endvolution (Album, Punishment 18 Records)
- 2012: Promo 2012 (Demo, Eigenveröffentlichung)
- 2013: Newmanity (Album, Revalve Records)
- 2016: Darketype (Album, Revalve Records)